# Sebastian Grübel
Sebastian Grübel (* 1528, anderes Datum 1529 oder 1520 in St. Gallen; † 17. Oktober 1595, anderes Datum 18. Oktober 1595 in Schaffhausen) war ein Schweizer Lehrer und Theaterregisseur.

## Leben

### Familie
Sebastian Grübel war der Sohn seines gleichnamigen Vaters Sebastian Grübel (* 26. November 1494 in Schaffhausen; † 21. März 1574), Pfarrer und Magister der freien Künste und dessen Ehefrau Waldburga (geb. Rudolf); er hatte noch sieben Geschwister.
Über seinen Vater war er mit dem Reformator Joachim Vadian verwandt.
Anmerkung: Zum Geburtsdatum von Sebastian Grübel liegen sehr unterschiedliche Informationen vor, aber unter Berücksichtigung, dass er im Alter von Anfang 20 Jahren mit seinem Studium begann, erscheint es wahrscheinlicher, dass er 1528 geboren wurde.
Er war in erster Ehe mit Margaretha (geb. Rechsteiner) und seit dem 9. März 1556 mit Verena, Tochter von Ulrich (gen. Aeberlin) Pflum in zweiter Ehe verheiratet; aus der zweiten Ehe ging eine Tochter hervor. 1575 heiratete er in dritter Ehe Gertrud († 1629), Tochter von Martin Egg aus Mülhausen, verheiratet; gemeinsam hatten sie sechs Kinder.

### Werdegang
Sebastian Grübel begann ein Studium an der Universität Zürich, das er 1548 an der Universität Basel sowie an der Universität Lausanne fortsetzte. An der Universität Zürich war der spätere Lexikograf Josua Maaler sein Kommilitone.
Nach dem Studium wurde er 1552 Lateinschulmeister in Schaffhausen, wurde dann jedoch 1575 nach vielfacher Ermahnungen und eines Fehltritts (Prostitution, lat. fornicatio) entlassen.
Von 1587 bis zu seinem Tod war er als Amtmann im Kloster Paradies, das im gleichen Jahr komplett niederbrannte und deren Neuaufbau zwanzig Jahre dauerte, tätig.

### Künstlerisches Wirken
Mit seinen Schülern brachte Sebastian Grübel mehrere Schauspiele zur Aufführung, so unter anderem am 16. Juli 1559 in Schaffhausen Nabal von Rudolf Gwalther von 1549, dass er mithilfe seines Taufpaten, des Glasmalers Hieronymus Lang aus dem Lateinischen in deutsche Knittelverse übersetzte und bearbeitete; es war eine starke Erweiterung der ursprünglichen Fassung und erschien als volktümlich-derb. Das Stück erschien 1560 auch gedruckt in Mülhausen. Weiterhin führte er mit seinen Schülern 1566 Die Immolation Isaaks, für das er vom Rat in Schaffhausen 5 Taler erhielt, und 1574 das Stück Hiob auf.